# Soyouz TMA-08M

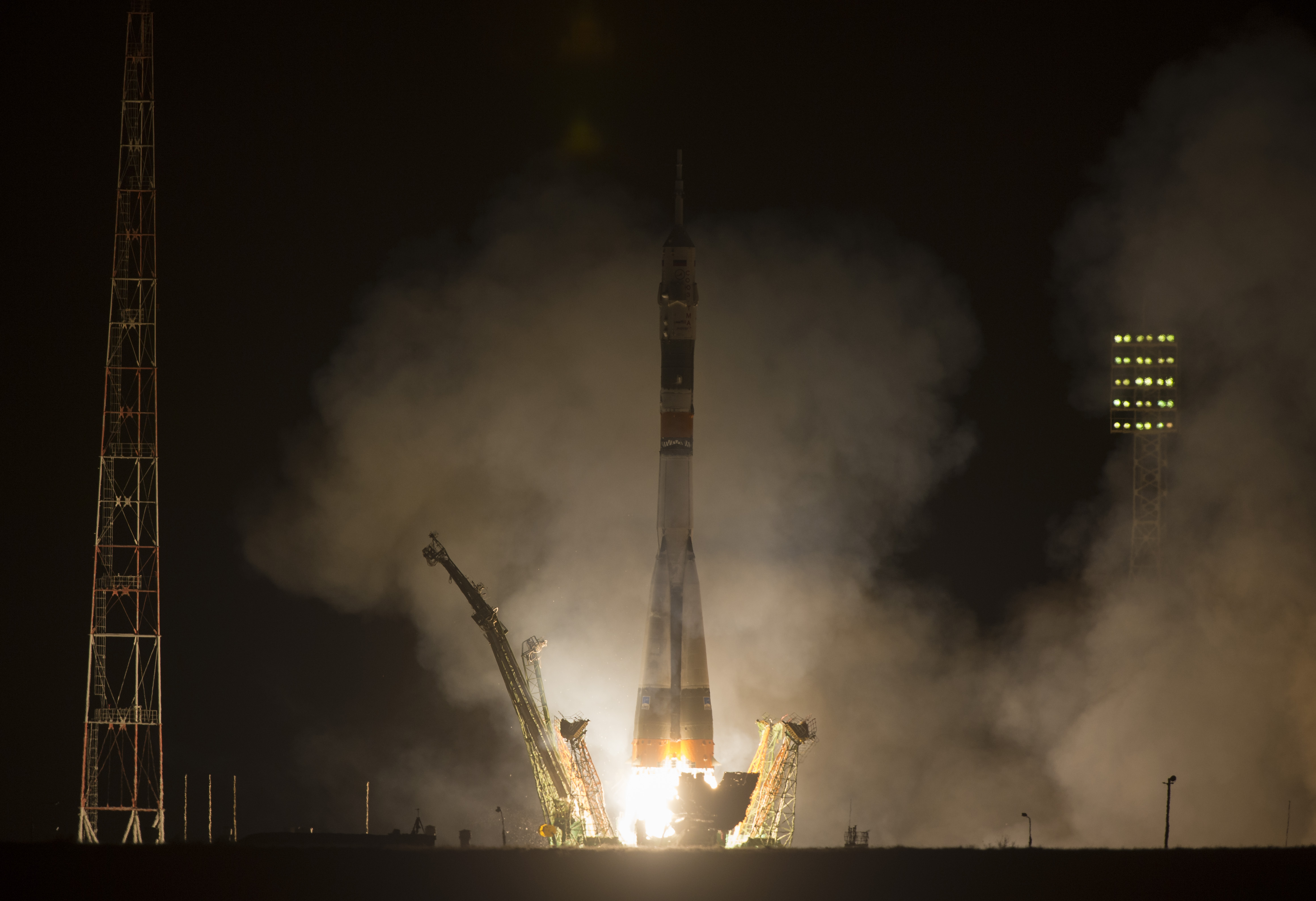
Décollage de la fusée Soyouz lancée depuis le site 1/5 du Cosmodrome de Baïkonour.

Soyouz TMA-08M est une mission spatiale dont le lancement a eu lieu le 28 mars 2013 à 20 h 43 min 20 s UTC depuis le Cosmodrome de Baikonour. Elle transporte trois membres de l'Expédition 35 vers la station spatiale internationale. Il s'agit du 118e vol d'un vaisseau Soyouz depuis le premier en 1967.

## Équipage

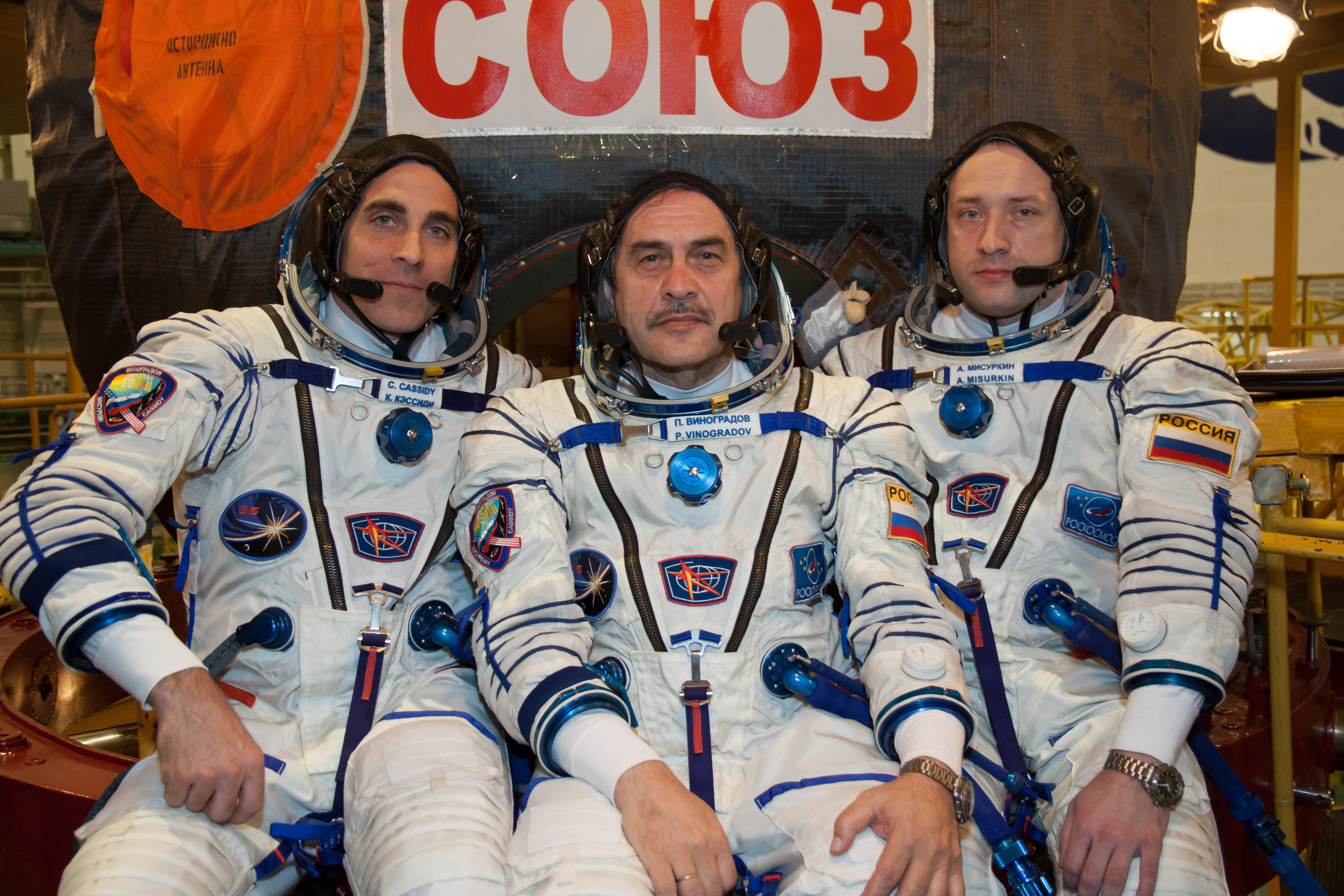
Christopher Cassidy, Pavel Vinogradov et Aleksandr Misurkin (de gauche à droite) devant leur vaisseau spatial Soyouz (Союз en cyrillique).

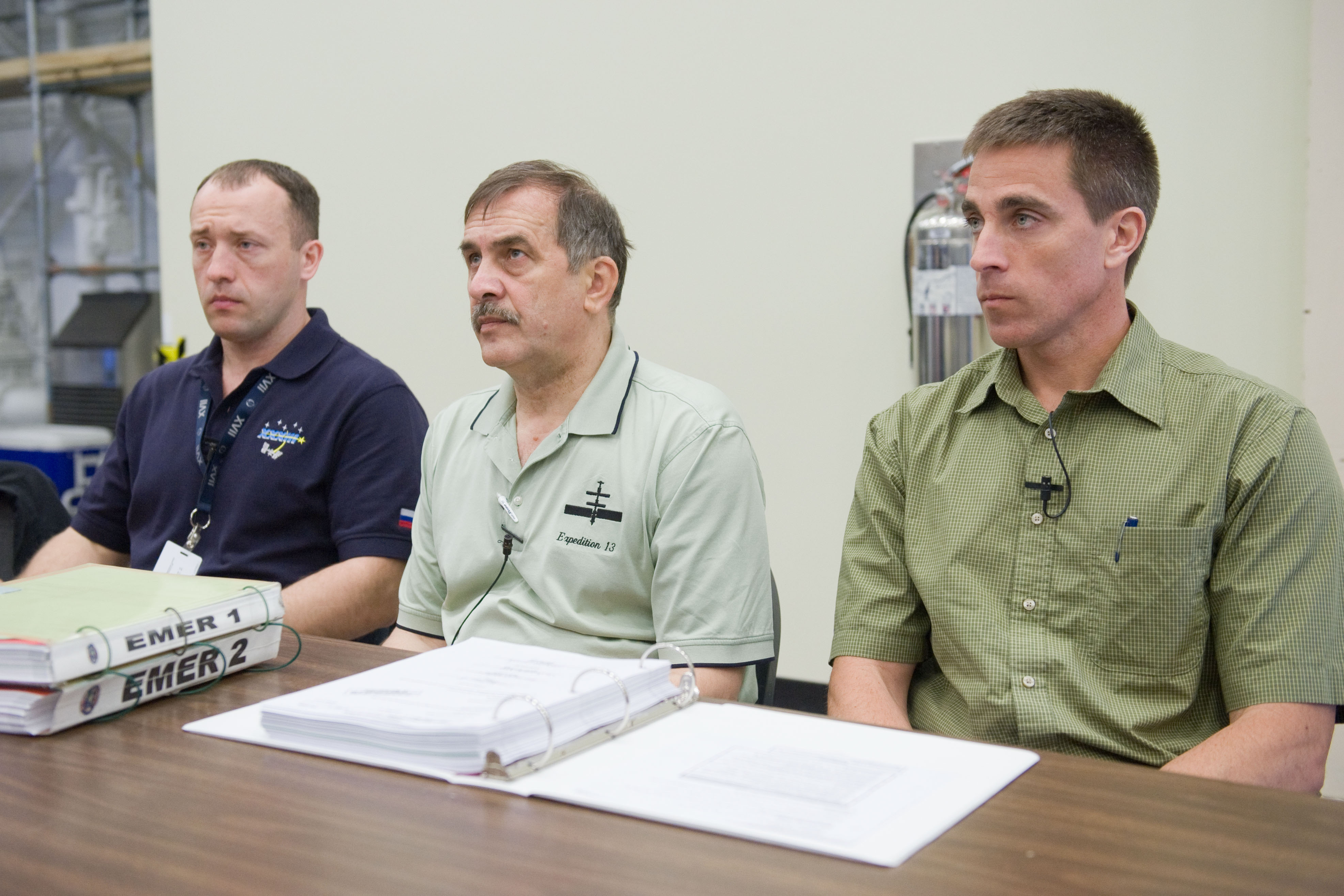
A. Misurkin, P. Vinogradov et C. Cassidy pendant une session d'entraînement d'un scénario d'urgence dans le Space Vehicle Mock-up Facility du Johnson Space Center de la NASA.

- Commandant : Pavel Vinogradov (3),  Russie
- Ingénieur de vol 1 : Aleksandr Misurkin (1),  Russie
- Ingénieur de vol 2 : Christopher Cassidy (2),  États-Unis

Le chiffre entre parenthèses indique le nombre de vols spatiaux effectués par l'astronaute, Soyouz TMA-08M inclus.

### Équipage de remplacement
- Commandant : Oleg Kotov,  Russie
- Ingénieur de vol 1 : Sergey Ryazansky,  Russie
- Ingénieur de vol 2 : Michael S. Hopkins,  États-Unis